# Félix Villé
 (août 2019).
Robert Félix Paulin Ladislas Villé, né à Mézières le 21 novembre 1819 et mort à Bourg-en-Bresse le 22 septembre 1907, est un peintre français.

## Biographie

### Enfance et formation
Félix Villé est né à Mézières le 21 novembre 1819 de Jean François Joseph Villé, officier d’état-major, et d’Élisabeth Robert, receveuse de la loterie. Il quitte les Ardennes de bonne heure pour le Prytanée de La Flèche où il suit toute sa scolarité. À la fin du lycée, il renonce à la carrière militaire pour se consacrer à sa vocation artistique.
Il s'installe à Paris et entre à l’École nationale supérieure des beaux-arts. En parallèle, il est admis dans l’un des ateliers du peintre et lithographe Léon Cogniet (1794-1880) — celui de la place Royale — où il se forme au dessin. En 1850, il séjourne six mois à Rome et Florence pour compléter sa formation. Les fresques de Fra Angelico auront sur son œuvre une influence considérable.

### Les débuts de sa carrière
Son premier tableau, Tobie distribuant ses richesses (à tort appelé ''Le Prodigue'') est exposé à Reims en 1847. Il poursuit en peignant des portraits sous forme d'allégories : Le Sommeil et Le Rêve. En 1848, il débute au Salon de Paris et, quatre ans plus tard, y expose sa première composition religieuse : Le Magnificat, une vaste composition symbolique.
À partir de 1852, il interprète majoritairement des sujets religieux. Ses œuvres peintes entre 1848 et 1870 ont disparu dans les derniers combats de la Commune. Le 23 mai 1871, son atelier de la rue de Lille est détruit et il y perd le fruit de vingt années de travail. Complètement ruiné, il refait de mémoire la plupart de ses tableaux détruits.

### L’art religieux
Avec Hippolyte Flandrin (1809-1864), la peinture murale connaît un renouveau qui influence les commandes d’art sacré. Félix Villé appartient à la génération suivante.Il fait le choix de consacrer sa vie à interpréter des sujets religieux. Alphonse Germain dira de lui : « Issues des profondeurs de l’oraison, l’art de ce contemplatif incite à l’oraison. »
Félix Villé rejoint la Confrérie de Saint-Jean. Fondée en 1839 par le père Henri Lacordaire (1802-1861), elle réunit des artistes qui veulent contribuer au développement de l’art chrétien. Villé appartient aussi au Tiers Ordre dominicain dans lequel il s’engage le 7 août 1864. Plusieurs de ses peintures sont signées « Félix Villé, o.p.f. » : « o.p. » étant l’abréviation des dominicains (ordre des frères prêcheurs) et « f » signifiant l’appartenance aux fraternités laïques.

### Les dernières années
Villé passe ensuite trente ans dans un nouvel atelier, rue Boissonnade. Pour subvenir à ses besoins, il devient professeur de dessin au petit séminaire de la rue Notre-Dame-des-Champs. Il peint beaucoup, sans toujours demander à être payé. De 1890 à 1897, il peint onze toiles de la Vie de Saint-Martin qu’il donne à la paroisse. 
Félix Villé était l’ami de William Bouguereau (1825-1905) et de Pierre Puvis de Chavannes (1824-1898), sans que leurs styles respectifs ne semblent avoir eu d’influence sur son travail.
On retrouve ses œuvres dans sept églises parisiennes, ainsi que dans des églises en province et dans les musées de Laval, Reims, Orléans et Charleville. 
Il meurt à Bourg-en-Bresse le 22 septembre 1907 après avoir eu un malaise dans le train qui le ramène de Suisse. Ses obsèques sont célébrées sur place, puis à l'église Notre-Dame-des-Champs, sa paroisse parisienne, le 26 septembre. Il a été inhumé dans la robe blanche des dominicains.

## Style

### Mettre son art au service de la foi
Les peintures de Félix Villé sont marquées par un désir de simplicité dans l’expression artistique. L’œuvre est dévouée au service de la transmission du récit évangélique ou hagiographique (vie des saints). Alphonse Germain écrit : « Il ne peignait ni pour plaire aux sens, ni pour remporter des succès aux Salons, mais pour manifester sa foi. »
Ses œuvres se concentrent sur les personnages principaux du sujet. Les paysages et les décors sont juste esquissés ; seuls les personnages centraux, le Christ ou le saint, sont travaillés pour qu’ils jaillissent de la toile.

### Le cycle de laVie de saint Martin

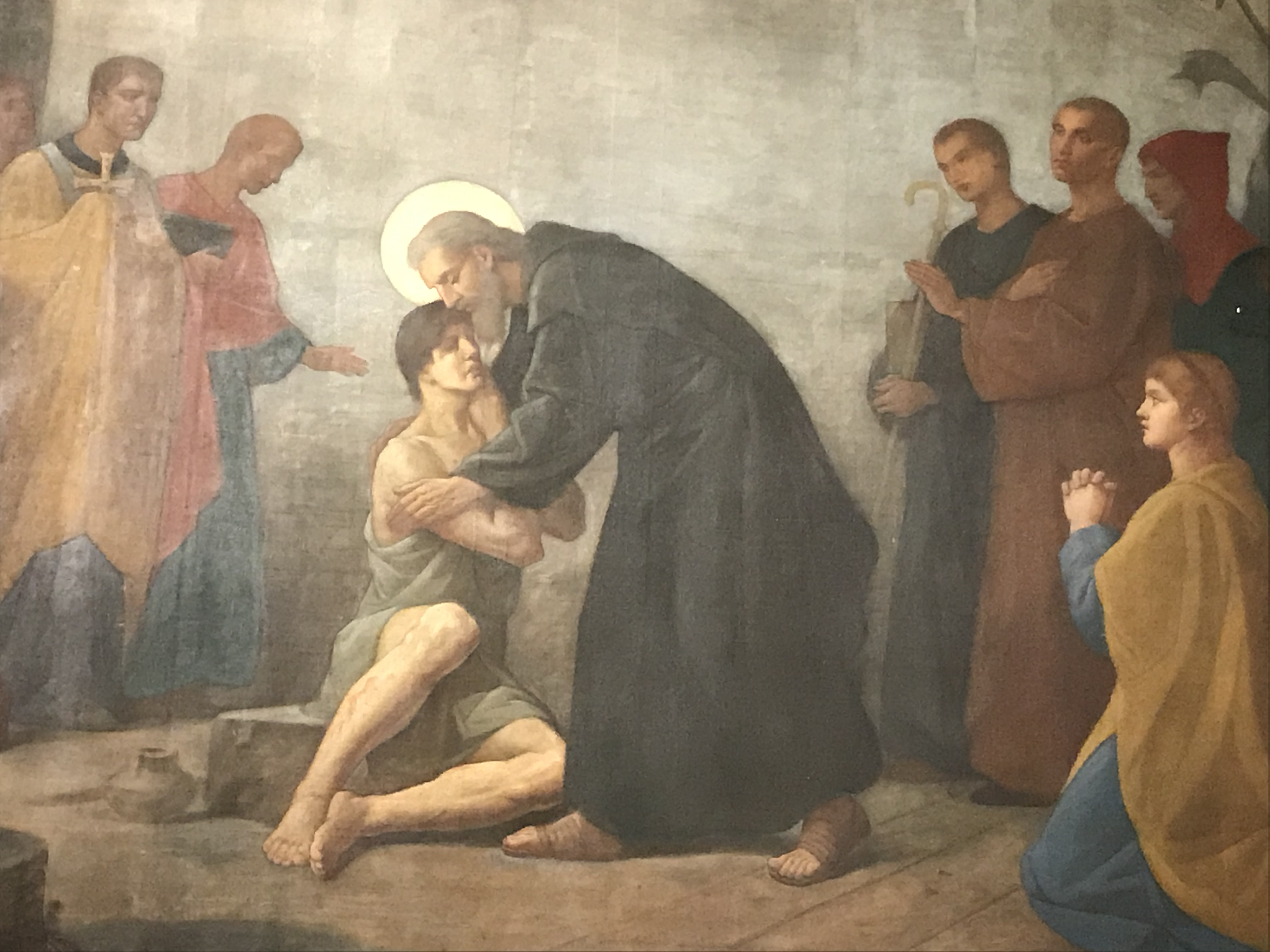
Saint-Martin guérit un lépreux à la porte de Lutèce (entre 1890 et 1897), détail du cycle de la Vie de saint Martin, Paris, église Saint-Martin-des-Champs.

La Vie de saint Martin est une des réalisations les plus représentatives de Félix Villé. Sur les treize toiles du cycle — dont deux sont peintes par Henry Lerolle —, onze toiles de Villé ornent les murs des nefs latérales de l’église Saint-Martin-des-Champs et retracent la vie du saint. Villé peint à la manière des fresques, utilisant des grisailles et des tons ocre. Exécutées entre 1890 et 1897, ces peintures murales sont des huiles sur toile de 4 × 5 m.
Félix Villé a voulu rendre volontairement naïfs et accessibles les principaux épisodes de la vie du saint. Influencé par les naturalistes, les symbolistes et les médiévistes, sa peinture évolue entre l’épure et l’étude des personnages en éludant les détails du fond.

### Le Chemin de Croix

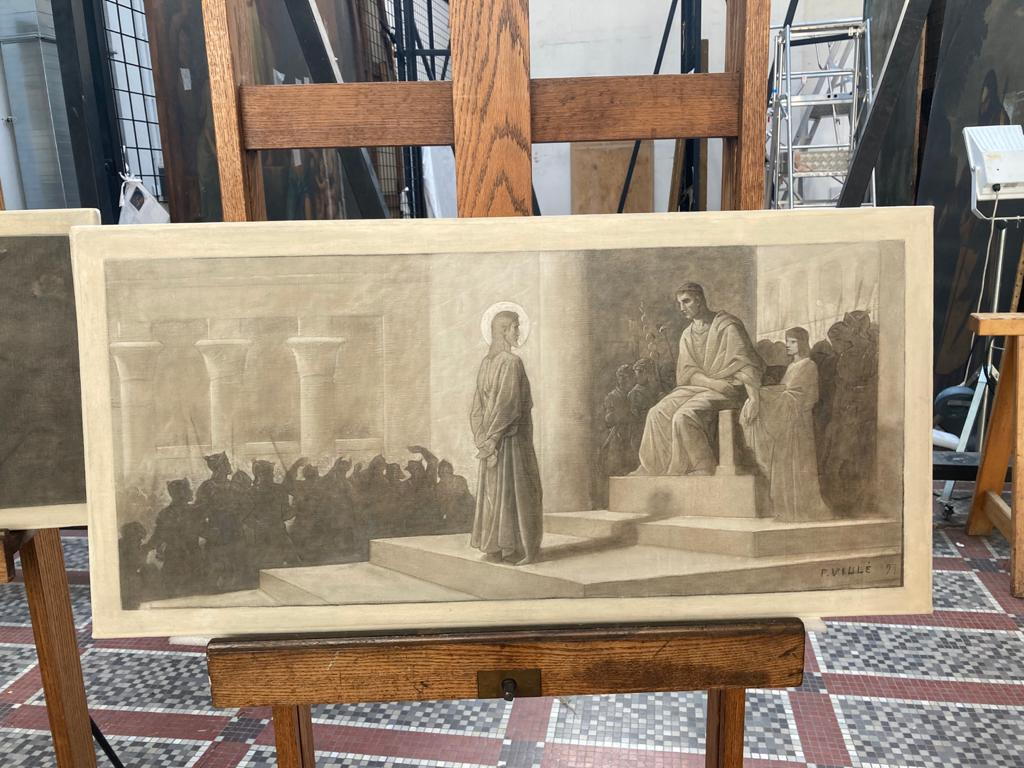
Deuxième station : "Jésus est condamné à mort" (COAMAC39/309), en cours de restauration dans les ateliers de la Conservation des Oeuvres d'Art de la Ville de Paris (Ivry sur Seine).

Il est composé de 16 peintures à l'huile sur toile en camaïeu de gris. En très mauvais état, il a été restauré en 2020 par la Conservation des Oeuvres d'Art Religieuses et Civiles (COARC) de la Ville de Paris.   
La 1ère station évoque l'agonie à Gethsémani et la 16e la Résurrection.   

## Œuvres dans les collections publiques
- Annonay, musée d'Annonay[Lequel ?] :
  - Le Grand souper de Dieu, d'après l'Apocalypse ;
  - La Cité céleste ;
  - Le Christ à Capharnaüm.
- Laval, château de Laval :
  - La Danse macabre ;
  - Le Dernier jour ;
  - La Résurrection des corps ;
  - Le voilà ! ;
  - Les Vierges sages et les vierges folles.
- Paris :
  - église Notre-Dame-des-Blancs-Manteaux : peintures du chœur.
  - église Notre-Dame-de-Lorette, chapelle des catéchistes : Jésus et les petits enfants.
  - église Saint-Martin-des-Champs :
    - Chemin de Croix ;
    - Vie de saint Martin, entre 1890 et 1897, 11 peinture murales.

  - église Notre-Dame-du-Travail : peinture murale de la chapelle Notre-Dame-du-Travail